# Glænøgade
Glænøgade er en gade beliggende på Østerbro i København. Gaden løber mellem Hans Knudsens Plads og Æbeløgade og indgår i det karakteristiske gadenet, hvor mange gader er opkaldt efter danske øer og provinsbyer.

## Baggrund og navngivning
Glænøgade er opkaldt efter øen Glænø, som ligger i Smålandsfarvandet vest for Skælskør. 